# Soumračník slézový
Soumračník slézový (Carcharodus alceae) je druh motýla z čeledi soumračníkovití. V ČR se vyskytuje ve středních Čechách, Českém středohoří a na Moravě. Mezi jeho živné rostliny patří sléz velkokvětý, sléz pižmový, sléz přehlížený a topolovka růžová.

## Popis

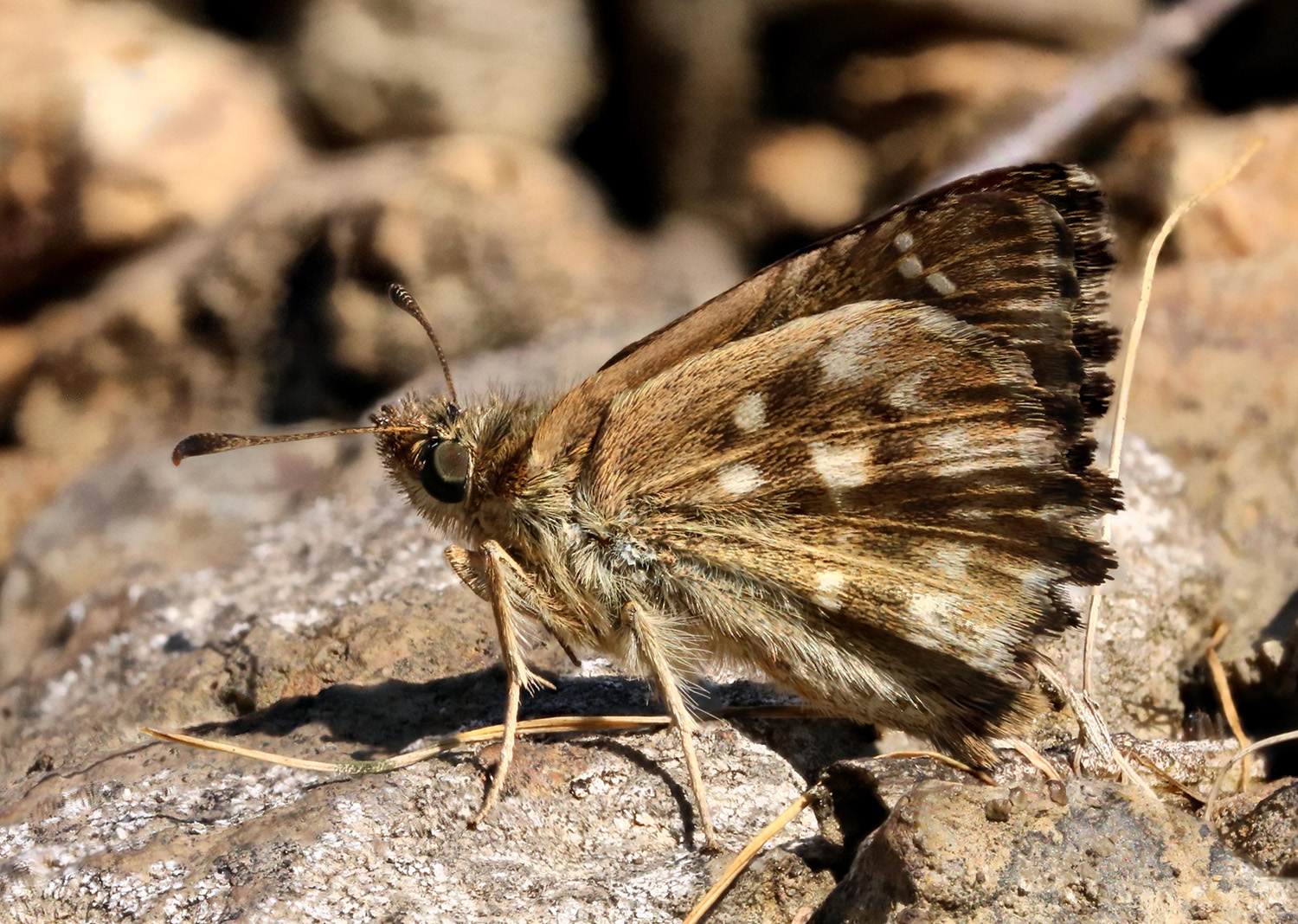
Spodní strana křídel

Svrchní strana zadních křídel má několik nezřetelných skvrn a na předních křídlech má sklovité průsvitné skvrny. Spodní strana zadního křídla je tmavě šedá až šedohnědá s výraznou bledší skvrnou. Rozpětí křídel se pohybuje v rozmezí 28–32 mm.

## Výskyt
Soumračník slézový je rozšířen od Evropy přes středomořskou oblast a severní Afriku až do střední Asie.
Soumračník slézový obývá suché teplé otevřené oblasti jako jsou vápenité louky, ruderální oblasti, krajnice silnic, záplavové hráze a lomy. V jižní Evropě je velmi častý v důsledku vysazování rostlin z čeledi slézovitých v zahradách a podél cest.
Soumračník slézový většinou létá ve dvou generacích a to od konce dubna do června a znovu od poloviny července do začátku září.

## Poddruhy
Soumračník slézový má 3 poddruhy:
- Carcharodus alceae ssp. alceae; nominátní poddruh
- Carcharodus alceae ssp. swinhoei
- Carcharodus alceae ssp. wissmanni